# زونیساماید
زونیساماید (انگلیسی: Zonisamide) دارویی است که در درمان صرع و بیماری پارکینسون استفاده می‌شود.
از لحاظ شیمیایی، این دارو یک سولفونامید است و به عنوان درمان کمکی در بیماری پارکینسون، تشنج پارشیال، سندرم لنوکس-گستو، صرع میوکلونیک و صرع تونیک-کلونیک منتشر کاربرد دارد. علاوه بر این، زونیساماید گاهی به‌صورت تک‌دارو برای درمان صرع پارشیال تجویز می‌شود.
پژوهش‌هایی جهت استفاده از آن در درمان چاقی، میگرن و اختلال دوقطبی انجام شده‌است.
شایع‌ترین عوارض این دارو شامل بی‌اشتهایی، خواب‌آلودگی، گیجی، تحریک‌پذیری عصبی، افسردگی، دوبینی، اختلالات حافظه و کاهش سطح بی‌کربنات خون است.

## تداخلات دارویی
زونیساماید با داروهای ذیل تداخل دارویی دارد:
- هیدروکلروتیازید
- فوروزماید
- توپیرامات
- کتوکونازول
- سیکلوسپورین
- میکونازول
- فلوکونازول
- کاربامازپین